# Liste des îles de Turquie
Cette liste recense les îles de Turquie.
La quasi-totalité de ces îles se situe dans la partie orientale de la mer Méditerranée (dans ses sous-ensembles, la mer de Marmara, la Mer Égée et le Bassin levantin). Quelques îles se situent dans la mer Noire et dans le lac de Van. Cette liste ne prend pas en compte les îles fluviales.
Après la fin de la Première Guerre mondiale et la guerre d'indépendance turque, le traité de Lausanne définit le partage des territoires de l'espace égéen entre la Grèce et la Turquie. La Grèce renonce aux territoires continentaux de l'Anatolie, mais la quasi-totalité des îles de la mer Égée restent grecques. Le contentieux gréco-turc en mer Égée rend le statut de certaines îles ambigu (notamment celui des îlots de Imia/Kardak), ainsi que celui des eaux territoriales et de l'espace aérien des deux pays.
Les îles turques les plus importantes sont aujourd'hui :
- dans la Mer de Marmara : l'île de Marmara, Büyükada et İmralı ;
- dans la Mer Égée : Gökçeada et Bozcaada.

## Région de la Mer Noire (Karadeniz bölgesi)

Région de la Mer Noire

## Région de Marmara (Marmara bölgesi)

Région de Marmara

### Province d'Istanbul

#### Archipel desÎles des Princes

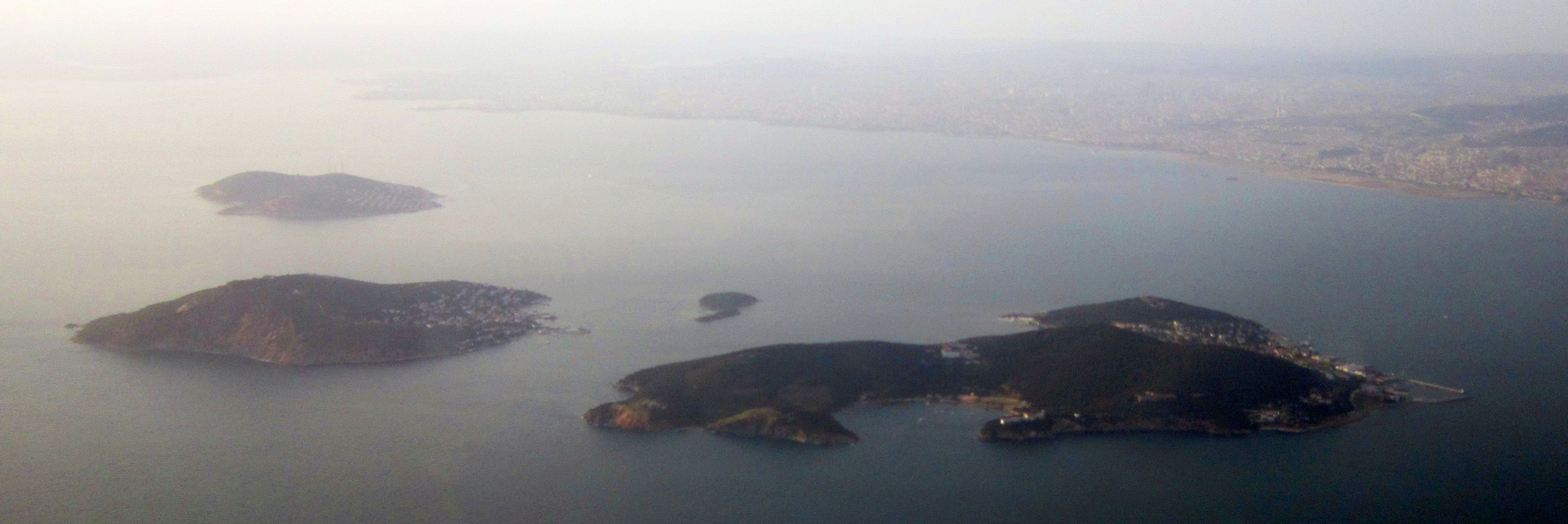
Kınalıada, Burgazada, Kaşık, Heybeliada

Les Îles des Princes (en grec Πριγκήπων νήσοι ou Πριγκηπόννησα) sont un archipel constitué de neuf îles.
| Nom (turc)                  | Nom (grec)  | Superficie | Point le plus élevé (m)             | Population |
| Büyükada                    | Πρίγκηπος   | 5,4 km²    | Yücetepe (Hızır İlyas Tepesi) (203) | 7.335      |
| Heybeliada                  | Χάλκη       | 2,3 km²    | Değirmentepe (136)                  | 5.529      |
| Burgaz Adası                | Αντιγόνη    | 1,5 km²    | Bayraktepe (170)                    | 1.578      |
| Kınalıada                   | Πρώτη       | 1,3 km²    | Çınartepe (115)                     | 1.318      |
| Sedef Adası                 | Αντιρόβυθος | 0,15 km²   | Sans dénomination (55)              | 0          |
| Demokrasi ve Özgürlük Adası | Πλάτη       | 0,05 km²   | Sans dénomination (46)              | 0          |
| Sivriada                    | Οξειά       | 0,04 km²   | Sans dénomination (90)              | 0          |
| Tavşan Adası                | Νέανδρος    | 0,01 km²   | Sans dénomination (40)              | 0          |
| Kaşık Adası                 | Πίτα        | 0,008 km²  | Sans dénomination (13)              | 0          |
| Total                       |             | 10,76 km²  |                                     | 15.760     |

## Région de la Mer Égée (Ege bölgesi)

Région de la Mer Égée

## Région de la Méditerranée (Akdeniz bölgesi)

Région de la Méditerranée

## Tableau synthétique
(janvier 2015).
| Île | Province  | Mer              |
| --- | --------- | ---------------- |
| Akça | İzmir     | Mer Égée         |
| Akçalı | Muğla     | Mer Égée         |
| Akkuş | İzmir     | Mer Égée         |
| Akoğlu Island ou Kedi Adası                                                                                     | Balıkesir | Mer Égée         |
| Aksaz | Çanakkale | Mer Égée         |
| Akvaryum ou Karaada, Ayvalık                                                                                    | Balıkesir | Mer Égée         |
| Alagün | Muğla     | Mer Égée         |
| Alibey | Balıkesir | Mer Égée         |
| Arap Island | Muğla     | Mer Égée         |
| Ayvalık Çiçek Island                                                                                            | Balıkesir | Mer Égée         |
| Ayvalık Islands group *Cunda *Ayvalık Çiçek Island                                                              | Balıkesir | Mer Égée         |
| Baba Island | Muğla     | Mer Égée         |
| Badem Island | Muğla     | Mer Égée         |
| Bahadır | İzmir     | Mer Égée         |
| Balık Island ou Büyük Karaada                                                                                   | Balıkesir | Mer Égée         |
| Bayrak Adası ou Abanoz Island                                                                                   | Aydın     | Mer Égée         |
| Balkan Island ou Kutu Island                                                                                    | Balıkesir | Mer Égée         |
| Bedir | Muğla     | Mer Égée         |
| Boğaz Island | İzmir     | Mer Égée         |
| Boncuklu | Muğla     | Mer Égée         |
| Boş Island | İzmir     | Mer Égée         |
| Bozburun | İzmir     | Mer Égée         |
| Büyük Ada | İzmir     | Mer Égée         |
| Böğürtlen Island                                                                                                | İzmir     | Mer Égée         |
| Büyükkiremit | Muğla     | Mer Égée         |
| Büyükkaraada | Balıkesir | Mer Égée         |
| Çarufa | İzmir     | Mer Égée         |
| Çatal Island of Marmaris                                                                                        | Muğla     | Mer Égée         |
| Çavuş Island | Muğla     | Mer Égée         |
| Çelebi | Muğla     | Mer Égée         |
| Çıfıtkalesi | İzmir     | Mer Égée         |
| Çıplak Island                                                                                                   | Balıkesir | Mer Égée         |
| Cirakan | İzmir     | Mer Égée         |
| Çiçek Island, İzmir                                                                                             | İzmir     | Mer Égée         |
| Çiçek Island, Ayvalık                                                                                           | Balıkesir | Mer Égée         |
| Çil Island | Aydın     | Mer Égée         |
| Çifte | İzmir     | Mer Égée         |
| Cigdem Islands                                                                                                  | İzmir     | Mer Égée         |
| Dalyan Islands                                                                                                  | Aydın     | Mer Égée         |
| Değirmen | Muğla     | Mer Égée         |
| Delik | Muğla     | Mer Égée         |
| Deliktaş | Muğla     | Mer Égée         |
| Dişlice | Muğla     | Mer Égée         |
| Dipburnu Island                                                                                                 | Aydın     | Mer Égée         |
| Doğanbey | İzmir     | Mer Égée         |
| Domuz Island | Muğla     | Mer Égée         |
| Gökçeada | Çanakkale | Mer Égée         |
| Eşek | İzmir     | Mer Égée         |
| Fener Adası ou Konelya                                                                                          | Muğla     | Mer Égée         |
| Garip Islands                                                                                                   | İzmir     | Mer Égée         |
| Geçit Island | Muğla     | Mer Égée         |
| Gerence | İzmir     | Mer Égée         |
| Gizlikayalar Adasi                                                                                              | Balıkesir | Mer Égée         |
| Göcek Island | Muğla     | Mer Égée         |
| Gökada | Aydın     | Mer Égée         |
| Gökçeada, Karayer Islands                                                                                       | Çanakkale | Mer Égée         |
| Görecek | Muğla     | Mer Égée         |
| Kalamopulo | Balıkesir | Mer Égée         |
| Güllük İkiz Islands                                                                                             | Muğla     | Mer Égée         |
| Gūneş | Balıkesir | Mer Égée         |
| Güvercin Island                                                                                                 | İzmir     | Mer Égée         |
| Hasanhüseyin Island                                                                                             | Muğla     | Mer Égée         |
| Hasır | Balıkesir | Mer Égée         |
| Hayırsızada | İzmir     | Mer Égée         |
| Hekim | İzmir     | Mer Égée         |
| İçada | Muğla     | Mer Égée         |
| İkiz Islands | İzmir     | Mer Égée         |
| İkizce | Aydın     | Mer Égée         |
| İkizkardeşler                                                                                                   | İzmir     | Mer Égée         |
| İkizkayalar Island                                                                                              | Balıkesir | Mer Égée         |
| Imia/Kardak | Muğla     | Mer Égée         |
| İncir | İzmir     | Mer Égée         |
| İncirli Island                                                                                                  | İzmir     | Mer Égée         |
| Kalem Adası | İzmir     | Mer Égée         |
| Kalemli | Balıkesir | Mer Égée         |
| Kameriye | Muğla     | Mer Égée         |
| Kamış | Balıkesir | Mer Égée         |
| Karaada, Çandarlı                                                                                               | İzmir     | Mer Égée         |
| Karaada, Gerence                                                                                                | İzmir     | Mer Égée         |
| Karaada, Gökova                                                                                                 | Muğla     | Mer Égée         |
| Karaada, Rabbit islands                                                                                         | Çanakkale | Mer Égée         |
| Karaada (Kalamo)                                                                                                | Balıkesir | Mer Égée         |
| Karaada (Kodon)                                                                                                 | Balıkesir | Mer Égée         |
| Kara Ada (Bodrum)                                                                                               | Muğla     | Mer Égée         |
| Karabağ | İzmir     | Mer Égée         |
| Karaca | Muğla     | Mer Égée         |
| Karahayıt Islands                                                                                               | Aydın     | Mer Égée         |
| Karantina Island                                                                                                | İzmir     | Mer Égée         |
| Karga Island | Muğla     | Mer Égée         |
| Kargı | Muğla     | Mer Égée         |
| Kargıcıkbükū Adası or Çorak Ada                                                                                 | Muğla     | Mer Égée         |
| Karayer Islands *Kaşık *Orak Adası *Presa *Taş Adası, Karayer *Sıçancık Adası *Taş Adası, Karayer *Yıldız Adası | Çanakkale | Mer Égée         |
| Katrancık | Muğla     | Mer Égée         |
| Kayabaşı | Balıkesir | Mer Égée         |
| Keçi Island | Muğla     | Mer Égée         |
| Kız Adası | Balıkesir | Mer Égée         |
| Kızılada, Fethiye                                                                                               | Muğla     | Mer Égée         |
| Kızılada, Marmaris                                                                                              | Muğla     | Mer Égée         |
| Kızılada, Sömbeki                                                                                               | Muğla     | Mer Égée         |
| Kızılagaç Adası                                                                                                 | Muğla     | Mer Égée         |
| Kızkulesi Island                                                                                                | İzmir     | Mer Égée         |
| Kızlarmanastırı                                                                                                 | Balıkesir | Mer Égée         |
| Kiseli | Muğla     | Mer Égée         |
| Kocaada | Muğla     | Mer Égée         |
| Kuyulu Island                                                                                                   | Aydın     | Mer Égée         |
| Kumru Island | Balıkesir | Mer Égée         |
| Kūçūk Islands                                                                                                   | İzmir     | Mer Égée         |
| Küçük Maden Adası                                                                                               | Balıkesir | Mer Égée         |
| Küçūk Tüllüce Island                                                                                            | Muğla     | Mer Égée         |
| Küçük Tavşan Adası                                                                                              | Muğla     | Mer Égée         |
| Küçükkiremit Adası                                                                                              | Muğla     | Mer Égée         |
| Küçükada, Saros                                                                                                 | Çanakkale | Mer Égée         |
| Küçükada, Çandarlı                                                                                              | İzmir     | Mer Égée         |
| Küçükada, Gerence                                                                                               | İzmir     | Mer Égée         |
| Küçük Karaada                                                                                                   | Balıkesir | Mer Égée         |
| Lale Adası ou Dolap Adası ou Soğan Adası                                                                        | Balıkesir | Mer Égée         |
| Maden Adası | Balıkesir | Mer Égée         |
| Metalik Ada | İzmir     | Mer Égée         |
| Metelik | Muğla     | Mer Égée         |
| Melina Adası | Balıkesir | Mer Égée         |
| Mırmırcalar | Balıkesir | Mer Égée         |
| Mustafaçelebi Island                                                                                            | İzmir     | Mer Égée         |
| Nar Adası | Muğla     | Mer Égée         |
| Orak Adası | Muğla     | Mer Égée         |
| Orak Adası | İzmir     | Mer Égée         |
| Orata | Muğla     | Mer Égée         |
| Orhaniye Adası                                                                                                  | Muğla     | Mer Égée         |
| Palamütbükü Adası                                                                                               | Muğla     | Mer Égée         |
| Panayır Adası ou Altın Ada                                                                                      | Aydın     | Mer Égée         |
| Peksimet Island                                                                                                 | Muğla     | Mer Égée         |
| Pınar Adası ou Kılavuzada                                                                                       | Balıkesir | Mer Égée         |
| Pırasa Adası, İzmir                                                                                             | İzmir     | Mer Égée         |
| Pırasa Adası, Güllūk                                                                                            | Muğla     | Mer Égée         |
| Pırasa Adası, Turgutreis                                                                                        | Muğla     | Mer Égée         |
| Pirgos Islets                                                                                                   | Balıkesir | Mer Égée         |
| Pırnallı | İzmir     | Mer Égée         |
| Pide Adası | İzmir     | Mer Égée         |
| Presa | Çanakkale | Mer Égée         |
| Oğlak ou Fener                                                                                                  | Muğla     | Mer Égée         |
| Salih Ada | Muğla     | Mer Égée         |
| Saplı Ada | Aydın     | Mer Égée         |
| Sazlıada | Balıkesir | Mer Égée         |
| Sandal Island                                                                                                   | Aydın     | Mer Égée         |
| Su Island | Aydın     | Mer Égée         |
| Sedir Island | Muğla     | Mer Égée         |
| Sıçan Adası, Kuşadası                                                                                           | Aydın     | Mer Égée         |
| Sıçan Adası, Turgutreis                                                                                         | Muğla     | Mer Égée         |
| Sıçancık Adası                                                                                                  | Çanakkale | Mer Égée         |
| Sōğüt Adası | Muğla     | Mer Égée         |
| Suluca | Muğla     | Mer Égée         |
| Şehir Ada | Muğla     | Mer Égée         |
| Şövalye Adası ou Zeytin Adası, Fethiye                                                                          | Muğla     | Mer Égée         |
| Süngükaya | İzmir     | Mer Égée         |
| Taş Adası, Ayvalık                                                                                              | Çanakkale | Mer Égée         |
| Taş Adası, Karayer                                                                                              | Çanakkale | Mer Égée         |
| Taşlıada | Balıkesir | Mer Égée         |
| Taşlıcaada | Muğla     | Mer Égée         |
| Tavşan Adası, Çanakkale                                                                                         | Çanakkale | Mer Égée         |
| Tavşan Adası, Karayer                                                                                           | Çanakkale | Mer Égée         |
| Tavşan Adası, Çandarlı                                                                                          | İzmir     | Mer Égée         |
| Tavşan Adası, Fethiye                                                                                           | Muğla     | Mer Égée         |
| Tavşan Adası, Hisarönü                                                                                          | Muğla     | Mer Égée         |
| Tavşanbükü | Muğla     | Mer Égée         |
| Tavuk Adası | Balıkesir | Mer Égée         |
| Tavşanlı Island                                                                                                 | Çanakkale | Mer Égée         |
| Tenedos | Çanakkale | Mer Égée         |
| Tersane Adası                                                                                                   | Muğla     | Mer Égée         |
| Topan Adası, Marmaris                                                                                           | Muğla     | Mer Égée         |
| Topan Adası, Turgutreis                                                                                         | Muğla     | Mer Égée         |
| Toprak Adası ou Vardalkapı                                                                                      | Muğla     | Mer Égée         |
| Toprakada, Gerence                                                                                              | İzmir     | Mer Égée         |
| Toprakada, Uçburun                                                                                              | İzmir     | Mer Égée         |
| Turgutreis Çatal Island                                                                                         | Muğla     | Mer Égée         |
| Tüllüce | Muğla     | Mer Égée         |
| Tūzüner Island                                                                                                  | Balıkesir | Mer Égée         |
| Ufak Islands | İzmir     | Mer Égée         |
| Uzunada | İzmir     | Mer Égée         |
| Uzunada, Hisarönü                                                                                               | Muğla     | Mer Égée         |
| Üçadalar | Çanakkale | Mer Égée         |
| Uzunada, İzmir ou Kösten Adası                                                                                  | İzmir     | Mer Égée         |
| Yalnız Ada | Balıkesir | Mer Égée         |
| Yassıada, Gerence                                                                                               | İzmir     | Mer Égée         |
| Yassıada, Turgutreis                                                                                            | Muğla     | Mer Égée         |
| Yassıca ou Alman Island                                                                                         | İzmir     | Mer Égée         |
| Yassıca Islands                                                                                                 | Muğla     | Mer Égée         |
| Yedi Islands | Muğla     | Mer Égée         |
| Yelken Adası | Balıkesir | Mer Égée         |
| Yellice Adası ou Poyraz Adası ou İncirli Adası                                                                  | Balıkesir | Mer Égée         |
| Yeşilada ou Plaka Adası                                                                                         | Aydın     | Mer Égée         |
| Yılan Adası, Karayer                                                                                            | Çanakkale | Mer Égée         |
| Yılan Adası, İzmir                                                                                              | İzmir     | Mer Égée         |
| Yılan Adası, Güllük                                                                                             | Muğla     | Mer Égée         |
| Yilancik | Muğla     | Mer Égée         |
| Yılanlıada | Muğla     | Mer Égée         |
| Yıldız Adası | Çanakkale | Mer Égée         |
| Küçük Iyosta ou Yumurta Adası, Ayvalık                                                                          | Balıkesir | Mer Égée         |
| Yumurta Adası 2, Ayvalık ou Topan Adası, Ayvalık                                                                | Balıkesir | Mer Égée         |
| Yumurta Adası, Çanakkale                                                                                        | Çanakkale | Mer Égée         |
| Yuvarlak Ada | Balıkesir | Mer Égée         |
| Zeytin Adası, Sömbeki                                                                                           | Muğla     | Mer Égée         |
| Zeytinli Adası, Fethiye                                                                                         | Muğla     | Mer Égée         |
| Zeytinli Adası, Gökova                                                                                          | Muğla     | Mer Égée         |
| Ziraat Adası | Muğla     | Mer Égée         |
| Akçaada | Balıkesir | Mer de Marmara   |
| Avşa (Türkeli)                                                                                                  | Balıkesir | Mer de Marmara   |
| Asmalı | Balıkesir | Mer de Marmara   |
| Burgazada | Istanbul  | Mer de Marmara   |
| Büyükada | Istanbul  | Mer de Marmara   |
| Ekinlik | Balıkesir | Mer de Marmara   |
| Eşek Islands | Balıkesir | Mer de Marmara   |
| Fener Adası | Balıkesir | Mer de Marmara   |
| Hasır Ada | Balıkesir | Mer de Marmara   |
| Halı Adası | Balıkesir | Mer de Marmara   |
| Hayırsızada | Balıkesir | Mer de Marmara   |
| Heybeliada | Istanbul  | Mer de Marmara   |
| Hızır Reis Island                                                                                               | Balıkesir | Mer de Marmara   |
| Imralı | Bursa     | Mer de Marmara   |
| İncir Island | Istanbul  | Mer de Marmara   |
| Kaşık Island | Istanbul  | Mer de Marmara   |
| Kınalı | Istanbul  | Mer de Marmara   |
| Maiden's Tower                                                                                                  | Istanbul  | Mer de Marmara   |
| Koyun Adası | Balıkesir | Mer de Marmara   |
| Koç Island | Istanbul  | Mer de Marmara   |
| Kuş Island | Balıkesir | Mer de Marmara   |
| Kuruçeşme Island or Galatasaray Island                                                                          | Istanbul  | Mer de Marmara   |
| Kumbaros | Istanbul  | Mer de Marmara   |
| Kūçükerdek Island                                                                                               | Balıkesir | Mer de Marmara   |
| Marmara Island                                                                                                  | Balıkesir | Mer de Marmara   |
| Mamalı ou Mamelya                                                                                               | Balıkesir | Mer de Marmara   |
| Paşalimanı | Balıkesir | Mer de Marmara   |
| Pide Adası | Istanbul  | Mer de Marmara   |
| Prince's Islands                                                                                                | Istanbul  | Mer de Marmara   |
| Sedef Island | Istanbul  | Mer de Marmara   |
| Sedef Island of Bandırma                                                                                        | Balıkesir | Mer de Marmara   |
| Şemsiye Island                                                                                                  | Istanbul  | Mer de Marmara   |
| Sivriada | Istanbul  | Mer de Marmara   |
| Soğan Island | Balıkesir | Mer de Marmara   |
| Tavşanadası | Istanbul  | Mer de Marmara   |
| Tavşan Island, Balıkesir                                                                                        | Balıkesir | Mer de Marmara   |
| Yassıada | Istanbul  | Mer de Marmara   |
| Yer Ada | Balıkesir | Mer de Marmara   |
| Zeytin Adası, Balıkesir                                                                                         | Balıkesir | Mer de Marmara   |
| Giresun Island                                                                                                  | Giresun   | Mer Noire        |
| Île de Kefken                                                                                                   | Kocaeli   | Mer Noire        |
| Öreke | Istanbul  | Mer Noire        |
| Tavşan Adası, Bartın                                                                                            | Bartın    | Mer Noire        |
| Büyükada (Amasra)                                                                                               | Bartın    | Mer Noire        |
| Aşırlı | Antalya   | Mer Méditerranée |
| Ateş Adası | Antalya   | Mer Méditerranée |
| Başak Island | Antalya   | Mer Méditerranée |
| Bayrak Island                                                                                                   | Antalya   | Mer Méditerranée |
| Beşparmak Islands                                                                                               | Mersin    | Mer Méditerranée |
| Boğsak Island                                                                                                   | Mersin    | Mer Méditerranée |
| Çam Adası | Antalya   | Mer Méditerranée |
| Çatal Islands                                                                                                   | Antalya   | Mer Méditerranée |
| Dana Adası | Mersin    | Mer Méditerranée |
| Devecitaşı | Antalya   | Mer Méditerranée |
| Domuz Adası | Antalya   | Mer Méditerranée |
| Gönül Adası | Antalya   | Mer Méditerranée |
| Gūrmenli | Antalya   | Mer Méditerranée |
| Güvercin Adası, Silifke                                                                                         | Mersin    | Mer Méditerranée |
| Güvercinliada                                                                                                   | Antalya   | Mer Méditerranée |
| Heybeliada, Kaş                                                                                                 | Antalya   | Mer Méditerranée |
| Heybeliada İki, Kaş                                                                                             | Antalya   | Mer Méditerranée |
| Kekova | Antalya   | Mer Méditerranée |
| İç Ada | Antalya   | Mer Méditerranée |
| Kara Islands | Antalya   | Mer Méditerranée |
| Karaada, Kaş | Antalya   | Mer Méditerranée |
| Karaada, Kekova                                                                                                 | Antalya   | Mer Méditerranée |
| Kişneli | Antalya   | Mer Méditerranée |
| Kolaytaşı Adasi                                                                                                 | Antalya   | Mer Méditerranée |
| Kovan Ada | Antalya   | Mer Méditerranée |
| Kovanlı Island                                                                                                  | Antalya   | Mer Méditerranée |
| Kösrelik | Antalya   | Mer Méditerranée |
| Oniki Islands                                                                                                   | Muğla     | Mer Méditerranée |
| Öksūz Island | Antalya   | Mer Méditerranée |
| Pirasalı | Antalya   | Mer Méditerranée |
| Sarıada | Antalya   | Mer Méditerranée |
| Sarıbelen Island                                                                                                | Antalya   | Mer Méditerranée |
| Sezgin Island                                                                                                   | Antalya   | Mer Méditerranée |
| Sıçan Adası, Kaş                                                                                                | Antalya   | Mer Méditerranée |
| Suluada | Antalya   | Mer Méditerranée |
| Sildanlar Island                                                                                                | Antalya   | Mer Méditerranée |
| Tek Ada | Antalya   | Mer Méditerranée |
| Topak Island | Antalya   | Mer Méditerranée |
| Tuzla Island | Antalya   | Mer Méditerranée |
| Üç Islands | Antalya   | Mer Méditerranée |
| İç Ada | Antalya   | Mer Méditerranée |
| Ucada | Hatay     | Mer Méditerranée |
| Yassıca Island                                                                                                  | Muğla     | Mer Méditerranée |
| Yelkenli Island                                                                                                 | Mersin    | Mer Méditerranée |
| Yılan Adası, Kaş                                                                                                | Antalya   | Mer Méditerranée |
| Yılanlı Island                                                                                                  | Mersin    | Mer Méditerranée |
| Gemiler Island (St. Nicholas Island)                                                                            | Muğla     | Mer Méditerranée |
| Adır Island | Van       | Lac de Van       |
| Akdamar Island                                                                                                  | Van       | Lac de Van       |
| Çarpanak Island                                                                                                 | Van       | Lac de Van       |
| Kuş Adası | Van       | Lac de Van       |